# 屈特里
屈特里（法語：Cutry，法語發音：[kytʁi]）是法国默尔特-摩泽尔省的一个市镇，位于该省北部，属于布里埃区。

## 地理
屈特里（49°29'1"N, 5°44'31"E）面积5.97 平方千米，位于法国大東部大區默尔特-摩泽尔省，该省份为法国东北部内陆省份，是洛林的一部分，北邻比利时、卢森堡，北起顺时针与摩泽尔省、下莱茵省、孚日省和默兹省接壤。
与屈特里接壤的市镇（或旧市镇、城区）包括：舍尼耶尔、孔拉格朗维尔、莱克西、雷翁、于尼。

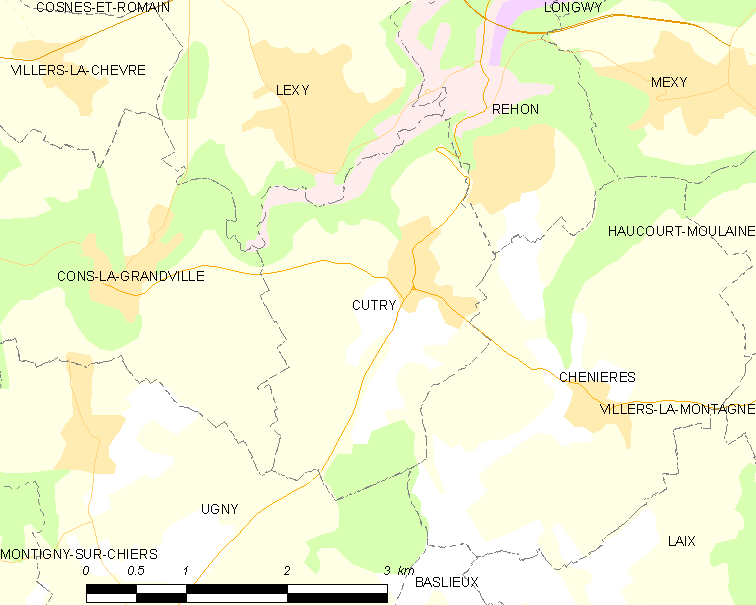
屈特里的OSM定位图

屈特里的时区为UTC+01:00、UTC+02:00（夏令时）。

## 行政
屈特里的邮政编码为54720，INSEE市镇编码为54151。

## 政治
屈特里所属的省级选区为隆维县。

## 人口

1962-2008年间屈特里人口变化图示

屈特里于2022年1月1日时的人口数量为1042人。